# Mandje
Een mandje of basket is in de financiële wereld een verzameling effecten, bijvoorbeeld een verzameling aandelen in een aandelenindex. Zo zit bijvoorbeeld het aandeel AkzoNobel 32 keer in de AEX en Ahold 134 maal (anno juli 2008) op basis van een mandje met een waarde van €100 per indexpunt, of 0,32 en 1,34 maal, op basis van een mandje met een waarde van €1 per indexpunt. 
Baskets kunnen verhandeld worden door los de aandelen te kopen of via een professioneel tot stand gekomen transactie door tussenkomst van een broker. Men handelt in baskets om te kunnen arbitreren met de future die op de index verhandeld wordt.
Baskets worden ook gebruikt om een verzameling valuta's aan te duiden, zoals vroeger de ECU.